# Aplidium pentatrema
Aplidium pentatrema är en sjöpungsart som först beskrevs av Monniot 1972.  Aplidium pentatrema ingår i släktet Aplidium och familjen klumpsjöpungar. Inga underarter finns listade i Catalogue of Life.